# Superman
Superman és un personatge de ficció de còmic i un superheroi de l'editorial DC Comics, creat per Joe Shuster i Jerry Siegel, que els van vendre a Detective Comics, Inc. per 130 dòlars dels Estats Units. La primera aparició de Superman fou a la revista Action Comics número 1, publicat el 18 d'abril de 1938 (amb data de portada juny del 1938) i ha aparegut en bastants serials de ràdio, televisió, cinema, tires de premsa i videojocs. Amb el temps es convertí en un dels superherois més populars del món del còmic, i en una icona de la cultura pop.
En la seva versió actual, publicada per DC Comics, Superman nasqué en el llunyà planeta de Kriptó, sota el nom de Kal-El. Essent un nadó, fou enviat a la Terra pels seus pares just abans de la desintegració del seu planeta. La nau en la qual viatjava aterrà als afores del poble fictici de Smallville, a l'estat de Kansas. El nadó fou adoptat per la família Kent, Jonathan Kent i Martha Kent i li posaren el nom de Clark Kent. En créixer, Clark descobreix que posseeix poders sobrehumans, com ara una força extraordinària, una gran velocitat, la facultat de volar, de provocar ignició amb la vista o veure a través d'objectes, una afinadíssima oïda...
Secretament, Clark utilitza la disfressa de Superman fent ús dels seus poders per lluitar per la veritat i la justícia. En la seva identitat civil, Clark és el reporter del diari Daily Planet de la ciutat de Metròpolis. Els orígens, habilitats i relacions interpersonals del personatge de Superman han canviat al llarg dels anys, a mesura que diferents autors n'han creat històries. Aquests canvis s'han degut a la voluntat dels autors d'adaptar-lo a la cultura popular segons evolucionava.
Superman és l'arquetip del superheroi: porta una disfressa extravagant, utilitza un nom en clau i lluita contra el mal amb l'ajuda d'habilitats extraordinàries. Tot i que hi ha personatges anteriors que segurament s'ajusten a aquesta definició, va ser Superman qui va popularitzar el gènere dels superherois i va establir les seves convencions. Els seus van ser els còmics de superherois estatunidencs amb millors vendes fins a la dècada de 1980.

## La trama principal
Els seus creadors el van vendre a Detective Comics, Inc. en 1938 per 130 dòlars. La data de publicació del primer còmic, a Action Comics #1 va ser el 18 d'abril de 1938.
Des del debut de Superman han transcorregut set dècades, durant les quals el personatge ha estat recreat i renovat moltes vegades. Una modificació major i significativa va ocórrer el 1986, quan l'autor John Byrne va modernitzar i va realitzar un massiu retcon al personatge, reduint els poders de Superman i eliminant diversos personatges del cànon, a una estratègia que va atreure molta atenció dels mitjans. Va tornar a aparèixer a la premsa a la dècada de 1990, quan DC Comics va publicar La mort de Superman, una història en què el personatge va morir i després va reviure.
Superman ha resultat fascinant per als acadèmics i tant tesistes culturals com comentaristes i crítics han explorat l'impacte del personatge i el seu rol als Estats Units i a la resta del món. Umberto Eco va discutir les qualitats mitològiques del personatge a inicis dels anys 1960 i Larry Niven va escriure sobre les característiques d'una hipotètica relació sexual entre el personatge i Lois Lane.
La propietat del personatge ha estat freqüentment un objecte de disputa; Siegel i Shuster van entaular demandes dues vegades per recuperar la seva possessió legal. Els drets del personatge es troben de nou en discussió, ja que els canvis a la llei de drets de reproducció els van permetre a la dona i a la filla de Siegel al·legar per una part dels drets, cosa que la companyia propietària de DC, Warner Bros., disputa.

## Creació

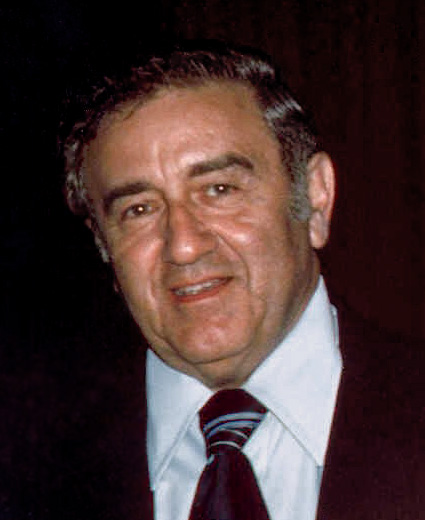
Jerry Siegel, creador de Superman conjuntament amb Joe Shuster.

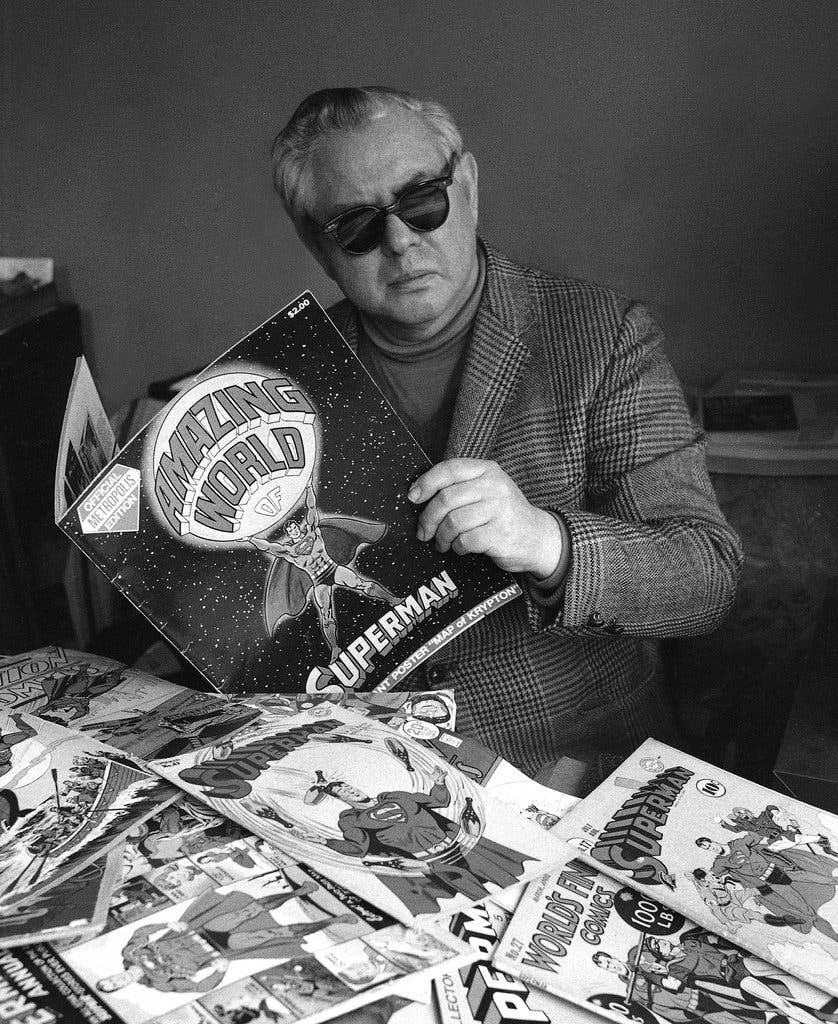
Joe Shuster, creador de Superman en conjunt amb Jerry Siegel.

Jerry Siegel i Joe Shuster van utilitzar per primera vegada el terme Superman en un conte anomenat «The Reign of the Super-Man» («El regnat del superhome»), inclòs en el tercer número de Science Fiction, fanzine de ciència-ficció que Siegel va publicar el 1933. En ell hi apareixia com un malvat calb amb poders telepàtics, entestat a dominar el món sencer Siegel va reescriure el personatge en 1933, transformant-lo en un heroi amb escassa o nul·la semblança amb el malvat inicial; l'heroi va ser modelat a partir de l'actor Douglas Fairbanks i el seu alter ego, Clark Kent, de Harold Lloyd.
A partir de llavors, Jerry Siegel i Shuster van buscar durant sis anys una editorial que publiqués The Superman. Es van oferir a Consolidated Book Publishing, editorial que havia publicat un comic book de 48 pàgines en blanc i negre titulat Detective Dan: Secret Operative No. 48. Encara que els van respondre amb una carta encoratjadora, Consolidated Book Publishing no va tornar a publicar comic books. Shuster s'ho va prendre a pit i va cremar totes les pàgines de la història, exceptuant la portada, que Siegel va aconseguir rescatar del foc. Tant Siegel com Shuster van comparar a aquest personatge amb Slam Bradley, un aventurer que van crear per al primer número de Detective Comics , el 1939.
Siegel va contactar altres artistes, com Tony Strobl, Mel Graff i Russel Keaton, perquè col·laboressin en la historieta, perquè sentia que «amb Joe, Superman no anava enlloc», de acord al que documentat per l'escriptor Gerard Jones.
Les il·lustracions fetes per Keaton, basades en els nous guions de Siegel, mostren com va evolucionar el concepte: Superman ara era enviat al passat com nadó per l'últim home a la Terra, on és trobat i criat per Sam i Molly Kent. No obstant això, Keaton no va continuar amb la col·laboració, per la qual cosa Siegel i Shuster van tornar a treballar en conjunt.
Els creadors van redefinir el personatge, que es va tornar més semblant a un heroi de la tradició mitològica, inspirat en personatges com Samsó i Hèrcules, qui esmenaria els mals dels temps de Siegel i Shuster, lluitant per la justícia social i contra la tirania. La disfressa va aparèixer en aquesta etapa i Siegel recordava que van crear «alguna cosa com una disfressa, i anem a donar-li una gran S al pit, i una capa, i a fer-ho el més colorit i distintiu que puguem». El disseny es va basar en part en els vestits de personatges d'ambients espacials que apareixien en les revistes de pulp i en historietes com Flash Gordon, com també en la tradicional indumentària de forçut de circ.
No obstant això, la capa és molt diferent de la peça de la típica tradició victoriana. Gary Engle la va descriure a Superman at Fifty: The Persistence of a Legend com «sense precedent en la cultura popular». La malla i els calçons sobre ella, propis dels artistes circenses, es van establir aviat com la base de la vestimenta de molts dels futurs superherois. Aquesta tercera versió de el personatge va ser dotada amb habilitats extraordinàries, encara que de naturalesa física, en contraposició de les habilitats mentals del Superman malvat.

### Influències
La posició de Superman i la seva actitud pot estar influenciada pels personatges de Douglas Fairbanks, que va protagonitzar pel·lícules d'aventures com The Mark of Zorro i Robin Hood.Popeye cartoons were also an influence.
Shuster va declarar el 1983 que tant els noms de les localitats com la identitat civil de Superman es van inspirar en el cinema. «Jerry va crear tots els noms. Érem grans fanàtics de cinema i ens vam inspirar molt en els actors i actrius que vèiem. Pel que fa a Clark Kent, va combinar els noms de Clark Gable i Kent Taylor, i Metròpolis, la ciutat que era la seva base d'operacions, ve de la pel·lícula de Fritz Lang [Metropolis, 1927], que a tots dos ens agradava».
La façana inofensiva i la doble identitat de Clark Kent es van inspirar en els protagonistes de pel·lícules com Don Diego de la Vega a The Mark of Zorro i com a Sir Percy Blakeney a La Pimpinella Escarlata. Siegel va pensar que això generaria un contrast dramàtic interessant i un bon humor. Una altra inspiració va ser l'actor còmic Harold Lloyd. El personatge arquetípic de Lloyd era un home de modalitats suaus que es veu abusat per assetjadors, però més tard a la història es resisteix furiós.
Kent és periodista perquè Siegel sovint s'imaginava convertint-se en un després de deixar l'escola. El triangle amorós entre Lois Lane, Clark i Superman es va inspirar en la pròpia incomoditat de Siegel amb les noies.

## Trajectòria editorial
Des de 1938, les històries de Superman s'han publicat regularment en còmics periòdics publicats per DC Comics. El primer i el més antic d'aquests és Action Comics, que va començar l'abril de 1938. Action Comics va ser inicialment una revista d'antologia, però finalment es va dedicar a històries de Superman. La segona publicació periòdica més antiga és Superman, que va començar el juny de 1939. Action Comics i Superman s'han publicat sense interrupcions (ignorant els canvis al títol i renumeracions). Al llarg dels anys s'han publicat altres publicacions periòdiques de Superman de menor durada. Superman és part de l'Univers DC, que és un univers compartit de personatges superheroics propietat de DC Comics i, en conseqüència, apareix amb freqüència en històries al costat de Batman, Wonder Woman i altres.
Superman ha venut més còmics al llarg de la seva història de publicacions que qualsevol altre superheroi nord-americà. Les xifres de vendes exactes de les primeres dècades dels còmics de Superman són difícils de trobar perquè, com la majoria d'editors de l'època, DC Comics va ocultar aquestes dades als seus competidors i, per tant, també al públic en general, però ateses les tendències generals del mercat en aquell moment, les vendes d'Action Comics i Superman probablement van assolir el seu punt màxim a mitjans dels anys quaranta i després van disminuir continuadament. Les dades de vendes es van fer públiques per primera vegada l'any 1960 i van demostrar que Superman era el personatge de còmics més venut dels anys seixanta i setanta. Les vendes van tornar a augmentar a partir del 1987. Superman núm. 75 (novembre de 1992) va vendre més de 23 milions de còpies, convertint-se en el número més venut d'un còmic de tots els temps, gràcies a una sensació mediàtica sobre la suposada mort permanent del personatge en aquest número. Les vendes van disminuir a partir d'aquest moment. El març de 2018, Action Comics va vendre només 51.534 còpies, tot i que xifres tan baixes són normals per als còmics de superherois en general (en comparació, Amazing Spider-Man #797 només va vendre 128.189 còpies). Avui dia, els còmics es consideren un aspecte nínxol de la franquícia de Superman a causa del baix nombre de lectors, tot i que segueixen sent influents com a motors creatius de pel·lícules i programes de televisió. Les històries de còmics es poden produir de manera ràpida i econòmica, i són per tant, un mitjà ideal per a l'experimentació.
Mentre que els còmics de la dècada de 1950 eren llegits pels nens, des dels anys 90 el lector mitjà és un adult. Un dels motius principals d'aquest canvi va ser la decisió de DC Comics als anys 70 de vendre els seus còmics a botigues especialitzades en comptes dels minoristes tradicionals de revistes (supermercats, quioscos, etc.), un model anomenat "distribució directa". Això va fer que els còmics fossin menys accessibles per als nens.

## Biografia de ficció
Superman neix a Kriptó, essent el fill de Jor-El, un eminent científic i líder polític. Superman fou batejat amb el nom de Kal-El. Al cap de poc de néixer, el seu pare descobreix que el planeta està condemnat a explotar. Jor-El intenta avisar tots els altres kriptonoans, però el Consell de la Ciència li ho prohibeix, ja que no el creu. En veure que no hi pot fer res, decideix construir un coet amb el qual poder salvar el seu fill, Kal-El. Poc abans de l'explosió del planeta, el coet és enviat amb destinació a la Terra. El pare sabia que la baixa gravetat del planeta, i el seu sol groc permetrien al fill desenvolupar extraordinaris poders.
L'única debilitat important de Superman és explicada en detall al número 312 de la col·lecció de Superman. La sang de Superman fou afectada per l'alta càrrega negativa dels ions del nucli de Kriptó, que fou precisament la radiació responsable de la destrucció del planeta. Una altra explicació de la destrucció de Kriptó es devia a l'explosió del seu sol vermell com una supernova. Els fragments dels components radioactius del planeta, composts per un mineral anomenat kriptonita, foren llançats a l'espai. Existeixen varietats de kriptonita amb diferents propietats.
La nau de Kal-El aterrà en un camp prop del poble fictici de Smallville i fou descoberta per Jonathan i Martha Kent (en còmics anteriors els Kent es deien John i Mary en la novel·la de 1942 o Eben i Sarah en la sèrie de televisió dels anys 50). Els Kent van adoptar el nen i l'educaren a la seva granja fins que es feu gran.
Segons les versions de la història, Superman descobreix els seus poders o bé als 8 anys (Superboy), o bé a l'adolescència, o bé quan compleix 18 anys.
Amb la mort dels seus pares (els Kent) o amb l'entrada a la universitat (segons la versió de la història), Clark Kent es muda a la ciutat de Metròpolis, on estudiarà la carrera de periodisme. Acabada la carrera començarà a treballar pel Daily Planet.

## Els poders de Superman
- La seva invulnerabilitat varia segons la versió de la història. Al principi era capaç de resistir bales i explosions d'artilleria. Posteriorment, podia resistir explosions nuclears o travessar una estrella ardent.
- Stamina: li confereix la propietat de mantenir un esforç físic continu en un període indeterminat.
- Poders relacionats amb la visió.
  - Visió de raig-X: habilitat de veure a través d'objectes opacs. L'únic material que no pot travessar, és el plom.
  - Visió telescòpica: l'habilitat d'ampliar la seva visió, com si es tractés d'un teleobjectiu. Pot veure objectes a gran distància.
  - Visió de tot l'espectre electromagnètic: pot veure infraroigs, ultraviolats...
  - Visió microscòpica: pot veure objectes extremadament petits.
  - Visió abrasiva: té el poder de llançar raigs incendiaris amb els ulls a un objectiu.
- En algunes versions, Superman té la facultat d'hipnotitzar altres persones.
- Super Oïda: li confereix la facultat d'escoltar sons a qualsevol volum. L'única criatura de la Terra que pot detectar sons a la mateixa freqüència que Superman és el rorqual blau (0,01-200.000 Hz).
- Poder de volar: pot volar per on vol, i maniobrar amb una extraordinària facilitat.
- Super Respiració: pot bufar amb tanta força que pot crear vents de força huracanada.
- Super Velocitat: pot moure's a una velocitat increïble, de tal forma que el seu desplaçament no és detectat per ningú.
- Super Força: la força de Superman varia segons les versions de la seva història: alguns precisen que pot aixecar fins a 800.000 tones, altres que pot desviar un planeta de la seva òrbita.

## Personatges relacionats
Alguns dels personatges habituals de les seves històries són:
- Lois Lane, amb la qual forma l'equip estel·lar de reporters del Daily Planet, i amb la qual s'acaba casant.
- Lex Luthor és un humà comú, sense identitat secreta. El seu poder es basa en els seus diners i intel·ligència, i és un geni amb una gran aptitud per als negocis, la política, la ciència i la tecnologia. És orgullós, venjatiu, calculador i pragmàtic i no té principis ètics i té una insaciable set de poder.
- Jimmy Olsen, company del Daily Planet i amic oficial de Superman, encara que no sap que Clark Kent i Superman són la mateixa persona.
- Perry White, editor i cap del Daily Planet.
- Lana Lang, xicota de l'adolescència de Superman en la versió actual.
- Pete Ross, amic de Clark des de Smallville que s'enamora de Lana Lang i s'hi arriba a casar. Fou vicepresident dels Estats Units amb Lex Luthor com a president.
- Jonathan i Martha Kent: pares adoptius.
- Supergirl, de la qual hi ha hagut diverses versions incloent una cosina de Clark i una filla.

## En altres mitjans

### Ràdio
La primera adaptació de Superman més enllà dels còmics va ser un programa de ràdio, The Adventures of Superman, que es va emetre entre 1940 i 1951 durant 2.088 episodis, la majoria dels quals estaven dirigits al públic infantil. Els episodis tenien una durada inicial de 15 minuts, però després de 1949 es van allargar a 30 minuts. La majoria dels episodis es feien en directe. Bud Collyer va ser l'actor de veu de Superman en la majoria dels episodis. L'espectacle va ser produït per Robert Maxwell i Allen Ducovny, que eren empleats de Superman, Inc. i Detective Comics, Inc., respectivament.

### Cinema
- Paramount Pictures va llançar una sèrie de dibuixos animats per a cinema entre 1941 i 1943. Es van fer disset episodis en total, cadascun d'entre 8 i 10 minuts de durada. Els nou primers van ser produïdes per Fleischer Studios i els següents per Famous Studios. Bud Collyer va proporcionar la veu de Superman. El primer episodi tenia un pressupost de producció de 50.000 dòlars, amb els episodis restants de 30.000 dòlars cadascun[43] que era excepcionalment fastuós per a l'època; 9.000 $ - 15.000 $ eren més típics per als curts d'animació.[44] Joe Shuster va proporcionar fulls de model per als personatges, de manera que les imatges s'assemblaven a l'estètica contemporània del còmic.[45]

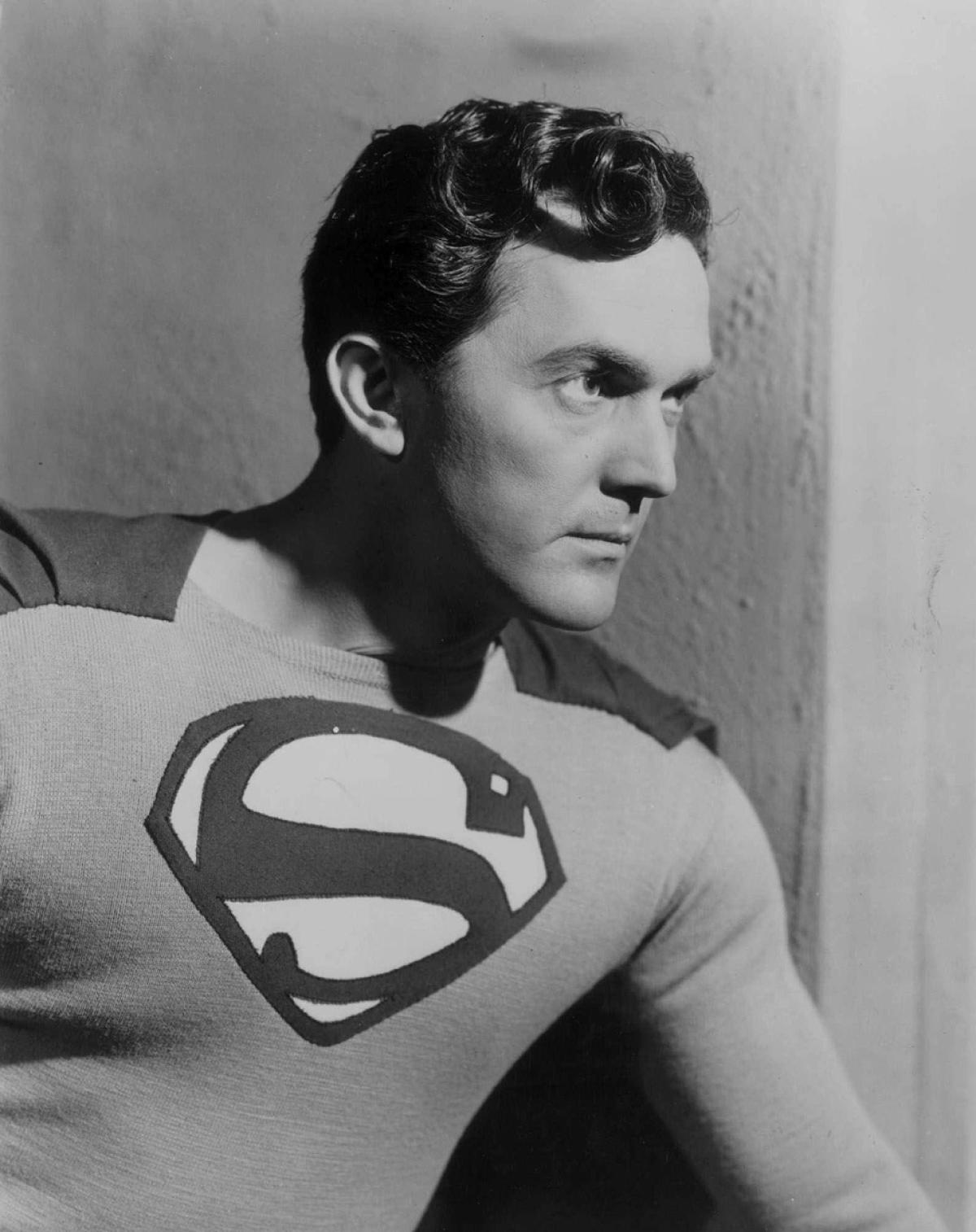
Kirk Alyn com a Superman.

#### Series de pel·lícules de Kirk Alyn
- La primera adaptació en imatge real de Superman va ser una sèrie de pel·lícules estrenada el 1948, dirigida als nens. Kirk Alyn es va convertir en el primer actor a retratar l'heroi a la pantalla. El cost de producció va arribar als 325.000 $[46] Va ser la sèrie de pel·lícules més rendible de la història del cinema.[47] Una sèrie seqüela, Atom Man vs. Superman, es va estrenar el 1950. Per a escenes de vol, Superman era dibuixat a mà en forma animada, compost sobre imatges d'imatge real.
- El primer llargmetratge va ser Superman and the Mole Men, una pel·lícula de sèrie-B de 58 minuts de durada estrenada el 1951, produïda amb un pressupost estimat de 30.000 dòlars.[48] La va protagonitzar George Reeves en el paper de Superman, i tenia la intenció de promocionar la posterior sèrie de televisió.[49]

#### Sèrie de pel·lícules dels Salkind i Cannon Films (1978-1987).
- La primera pel·lícula de gran pressupost va ser Superman el 1978, protagonitzada per Christopher Reeve i produïda per Alexander i Ilya Salkind. Va tenir una durada de 143 minuts i es va fer amb un pressupost de 55 milions de dòlars. És el llargmetratge de Superman més reeixit fins ara pel que fa als ingressos de taquilla ajustats a la inflació.[50] La banda sonora va ser composta per John Williams i va ser nominada a un Oscar; el tema del títol s'ha convertit en icònic. Superman (1978) va ser la primera pel·lícula de superherois de gran pressupost, i el seu èxit va obrir el camí a pel·lícules de superherois posteriors com Batman (1989) o Spider-Man (2002).[51][52][53]

- La pel·lícula de 1978 va generar tres seqüeles: Superman II (1980), Superman III (1983), Superman IV: The Quest for Peace (1987).
- El 2006, es va estrenar Superman: El retorn, dissenyat després de la sèrie de pel·lícules de 1978–1987. Superman va ser interpretat per Brandon Routh, qui més tard va repetir el seu paper al crossover de l'Arrowverse Crisis on Infinite Earths (2019–2020).
- Superman ha aparegut en una sèrie de pel·lícules d'animació directe a vídeo produïdes per Warner Bros. Animation anomenades DC Universe Animated Original Movies, començant per Superman: Doomsday el 2007. Moltes d'aquestes pel·lícules són adaptacions d'històries populars de còmics.
- Superman va aparèixer al llargmetratge d'animació Teen Titans Go! To the Movies (2018), amb la veu de Nicolas Cage.
- Superman va aparèixer al llargmetratge d'animació DC League of Super-Pets (2022), amb la veu de John Krasinski.

#### DC Extended Universe (2013-2023)
- El 2013, es va estrenar L'home d'acer per Warner Bros com un reinici de la sèrie de pel·lícules, protagonitzada per Henry Cavill com a Superman. Una seqüela, Batman contra Superman: L'alba de la justícia (2016), presentava a Superman al costat de Batman i Wonder Woman, convertint-la en la primera pel·lícula de cinema en què Superman va aparèixer al costat d'altres superherois de l'Univers DC. Cavill va repetir el seu paper a La Lliga de la Justícia (2017) i la seva versió del director (2021). Cavill fa un cameo sense acreditar com Superman a l'escena a meitat dels títols de crèdit a la pel·lícula Black Adam (2022).
- Superman també apareix al final de la pel·lícula Shazam! (2019) molt breument, interpretat per l'especialista Ryan Handley.
- Superman també apareix al final de la primera temporada de la sèrie de televisió Peacemaker (2022), interpretat per un substitut.
- Nicolas Cage fa un cameo com a versió alternativa de Superman a la pel·lícula The Flash (2023), Cage va ser filmat a les seves escenes mitjançant la captura volumètrica, abans de ser rejovenit digitalment amb imatges generades per ordinador (CGI).[54] Cavill, George Reeves i Christopher Reeve també van fer cameos com les seves respectives versions de Superman mitjançant l'ús de CGI que representen els seus aspectes, Cavill havia filmat escenes addicionals com a personatge de la pel·lícula que es van eliminar durant la postproducció.

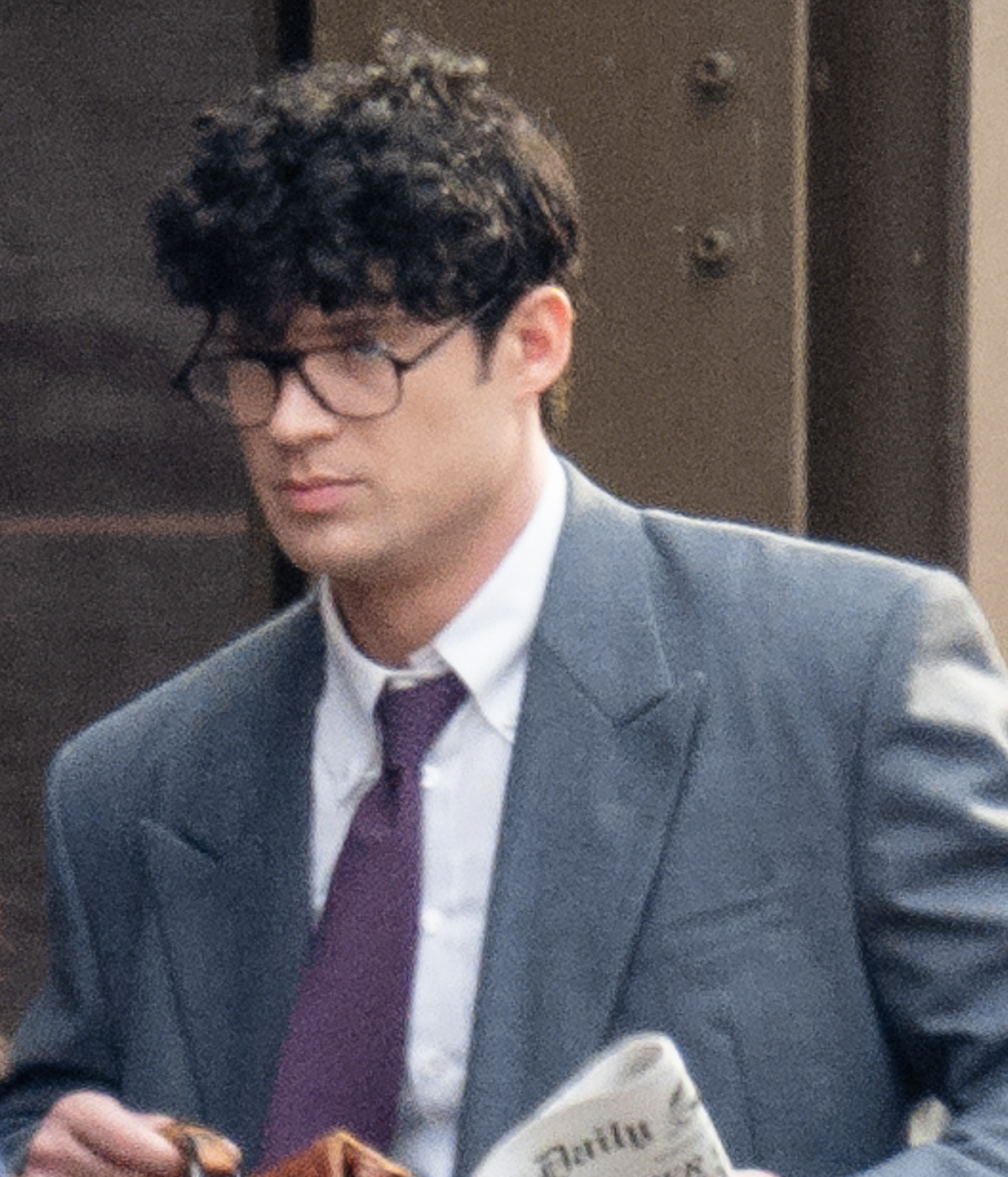
David Corenswet com a Clark Kent al Univers DC (DCU).

#### Univers DC (DCU)(2025- )
- Capítol 1: Déus i Monstres
  - Superman (2025) comença la nova etapa que formarà part del Capítol 1: Déus i Monstres protagonitzada per David Corenswet del Univers DC (DCU). La pel·lícula estarà escrita i dirigida per James Gunn i produïda per DC Studios. S'estrenarà l'11 de juliol de 2025.

### Televisió

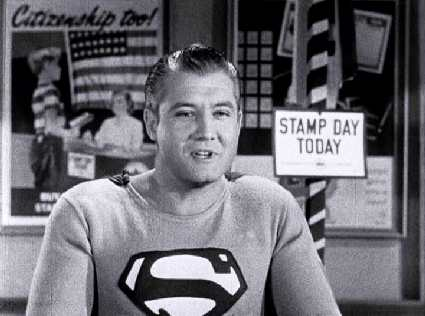
L'actor George Reeves retratant Superman a Stamp Day for Superman. Després d'aparèixer al cinema, seria el primer actor a protagonitzar Superman a la televisió.

- Adventures of Superman, que es va emetre entre 1952 i 1958, va ser la primera sèrie de televisió basada en un superheroi. La va protagonitzar George Reeves com a Superman. Mentre que la sèrie de ràdio estava dirigida als nens, aquest programa de televisió estava dirigit a un públic general,[55][56] tot i que els nens eren la majoria dels espectadors. Robert Maxwell, que va produir la sèrie de ràdio, va ser el productor de la primera temporada. Per a la segona temporada, Maxwell va ser substituït per Whitney Ellsworth. Ellsworth va reduir la violència de l'espectacle per fer-lo més adequat per als nens, tot i que encara tenia com a objectiu un públic general. Aquest programa va ser extremadament popular al Japó, on va aconseguir una quota d'audiència del 74,2% el 1958.[57]
- La seva primera sèrie de televisió animada va ser The New Adventures of Superman, que es va emetre entre 1966 i 1970. El programa també inclou una part de set minuts centrada en Superboy anomenat The Adventures of Superboy.
- A partir del 1974, Superman va ser un dels personatges principals de la sèrie d'animació produïda per Hanna-Barbera, Super Amics i totes les seves seqüeles fins al 1986.

Per celebrar el seu 50è aniversari, Ruby Spears va produir una sèrie d'animació basada parcialment en Superman (1978) i els còmics de Superman posteriors a Crisis creats per John Byrne. Els models per a Superman (1988) van ser dibuixats pel llegendari dibuixant de còmics Gil Kane i la majoria dels episodis van ser escrits per l'escriptor de còmics Marv Wolfman.
- Una sèrie de televisió de Superboy es va emetre de 1988 a 1992. Va ser produït per Alexander i Ilya Salkind, els mateixos productors de les pel·lícules de Superman protagonitzades per Christopher Reeve.
- Lois & Clark: The New Adventures of Superman es va emetre del 1993 al 1997. Aquest programa estava adreçat a adults i es va centrar tant en la relació entre Clark Kent i Lois Lane com en l'heroicitat de Superman.[49] Dean Cain va interpretar a Superman, i Teri Hatcher va interpretar a Lois.
- Smallville es va emetre del 2001 al 2011. El programa estava adreçat a adults joves.[58][59] Interpretada per Tom Welling com en Clark Kent, Michael Rosenbaum com en Lex Luthor i Kristin Kreuk com la Lana Lang, la sèrie va cobria la vida de Clark Kent abans de convertir-se en Superman, abastant deu anys des dels seus anys de secundària a Smallville fins als seus primers anys a Metropolis. Encara que Clark es dedica a l'heroicitat, no porta disfressa, ni es diu Superboy. Més aviat, es basa en la distracció i la seva velocitat encegadora per evitar ser reconegut. Les temporades posteriors el troben convertint-se en un heroi públic anomenat Red-Blue Blur, finalment escurçat a Blur, en una proto-Lliga de la Justícia abans d'assumir el mantell de Superman.
- Superman: The Animated Series (amb la veu de Tim Daly al personatge principal) es va emetre de 1996 a 2000. Després de la conclusió del programa, aquesta versió de Superman va aparèixer als programes seqüeles Batman Beyond (amb la veu de Christopher McDonald) es va emetre del 1999 al 2001 i Justice League i Justice League Unlimited (amb la veu de George Newbern) , que es va desenvolupar del 2001 al 2006. Tots aquests programes van ser produïts per Bruce Timm. Aquesta va ser la versió animada més exitosa i de més llarga durada de Superman.[49]
- A l'Arrowverse, Superman (interpretat per Tyler Hoechlin), apareix com a estrella convidada en diverses sèries de televisió: Supergirl, The Flash, Arrow i Legends of Tomorrow. Una sèrie derivada de Supergirl, Superman & Lois, es va estrenar el 23 de febrer de 2021.
- Superman apareix com a personatge del repartiment als programes d'animació Justice League, Justice League Unlimited i Justice League Action. Apareix com a personatge convidat en altres programes d'animació com Batman: The Brave and the Bold i Harley Quinn.

### Teatre
El 1966 Superman va tenir un musical nominat als Tony produït a Broadway. It's a Bird, It's a Plane, It's Superman va incloure música de Charles Strouse, lletra de Lee Adams, escrit per David Newman i Robert Benton. L'actor Bob Holiday va actuar com Clark Kent/Superman i l'actriu Patricia Marand va fer el paper de Lois Lane.

### Videojocs
- El primer joc electrònic es va titular simplement Superman, i es va llançar el 1979 per a l'Atari 2600.
- L'últim joc totalment centrat en Superman va ser l'adaptació de Superman Returns el 2006.
- Des del 2006 fins a l'actualitat, Superman ha aparegut en un paper coprotagonista, com ara la sèrie de jocs Injustice (des de 2013).

## Impacte cultural i llegat

### L'arquetip del superheroi
Sovint es considera que Superman és el primer superheroi. Aquest punt es pot debatre: el japonès Ōgon Bat, the Phantom, el Zorro i Mandrake the Magician tenen característiques superheroiques i són anteriors a Superman. No obstant això, Superman va popularitzar aquest tipus de personatges i va establir les convencions: un vestit especial, un nom en clau, habilitats extraordinàries i una missió altruista. L'èxit de Superman el 1938 va donar lloc a una onada d'imitacions, que inclouen Batman, el Capità Amèrica i Captain Marvel i es considera el detonant de l'època coneguda com l'Edat Daurada dels còmics dels Estats Units, que va durar des de 1938 fins al voltant de 1950. L'Edat Daurada va acabar quan les vendes de còmics de superherois nord-americans van disminuir, donant lloc a la cancel·lació de molts personatges, però Superman va ser una de les poques franquícies de superherois que va sobreviure a aquest declivi, i la seva popularitat sostinguda a finals dels anys 50 va provocar un renaixement a l'Edat de Plata dels còmics, quan es van crear personatges com ara Spider-Man, Iron Man i The X-Men.
Després de la Segona Guerra Mundial, la ficció de superherois nord-americana va entrar a la cultura japonesa. Astro Boy, publicat per primera vegada el 1952, es va inspirar en Mighty Mouse, que al seu torn era una paròdia de Superman. Els curts d'animació de Superman de la dècada de 1940 es van emetre per primera vegada a la televisió japonesa el 1955, i van ser seguits el 1956 pel programa de televisió Aventures de Superman protagonitzada per George Reeves. Aquests espectacles van ser populars entre els japonesos i van inspirar el prolífic gènere de superherois del Japó. La primera pel·lícula de superherois japonesa, Super Giant, es va estrenar el 1957. El primer programa de televisió de superherois japonès va ser Moonlight Mask el 1958. Altres superherois japonesos notables inclouen Ultraman, Kamen Rider i Sailor Moon.
Un altre personatge creat el 1973 com a paròdia de Superman, Super Llopis, va evolucionar posteriorment per convertir-se en un dels personatges més populars del còmic espanyol.

### Belles arts
A partir del període Pop Art i de manera continuada, des de la dècada de 1960 múltiples artistes visuals s'han "apropiat" del personatge de Superman i l'ha incorporat a obres d'art contemporànies, sobretot per Andy Warhol, Roy Lichtenstein, Mel Ramos, Dulce Pinzon, Mr. Brainwash, Raymond Pettibon, Peter Saul, Giuseppe Veneziano, F. Lennox Campello, i altres.